# César Montano
César Castro Montano, más conocido artísticamente como César Montano, es un cantante, compositor y director de cine y televisión filipino nacido el 1 de agosto de 1962 en Manila. Entre sus producciones ha dedicado al héroe caudillo Doctor José Rizal en uno de sus filmes como un homenaje.

## Filmografía y Televisión

### Años y títulos de sus producciones
- 2006 Ligalig MMFF Entry
- 2006 The Rootcutter No data pre-production
- 2006 Batang Maynila No data Director
- 2006 Ang Pagbabalik ng Bituin: a mega celebration Himself performer
- 2005 Dagohoy Dagohoy
- 2005 Balangiga Massacre No data
- 2005 Another Deep Breath Peter Materdo
- 2005 The Great Raid Guerilla Leader Captain Juan Pajota Miramax Films, U.S. release Feb., 2005
- 2004 30th Metro Manila Film Festival-Philippines Awards Night Himself-awardee TV
- 2004 Panaghoy sa Suba (The Call of the River) Duroy actor, director, producer
- 2003 Chavit Singson Story Chavit Singson
- 2003 Bida si Mister, Bida si Misis Buboy Magtanggol 1 TV episode 21 June, 2003
- 2002 Kapalaran Himself TV series
- 2001 Lakas Sambayanan (People Power) No data
- 2001 Bagong Buwan (alias New Moon) Ahmad Ibn Ismael
- 2001 Mananabas: Mga ligaw na talahib (alias The Reaper) No data Writer
- 2001 Alas dose No data
- 2001 Baliktaran: Si Ace at si Daisy No data
- 2001 Hostage Jimmy Pizarro Actor, Writer
- 1999 Muro Ami (alias Reef Hunters) Fredo
- 1999 Bullet Bullet actor, line producer (Viva films)
- 1999 Type kita, walang kokontra Victor Star Cinema with John Regala and Dayanara Torres, directed by Toto Natividad
- 1999 Kaya ni Mister, Kaya ni Misis Buboy Magtanggol TV series with Maricel Soriano
- 1998 José Rizal José Rizal
- 1998 Warfreak: Walang sinasanto, walang pinapatawad (Warfreak) No data
- 1998 Alyas Boy Tigas: Ang probinsyanong wais Boy Tigas
- 1998 Kasangga Kahit Kailan No data
- 1997 Sanggano Diego
- 1997 Wala nang iibigin pa No data
- 1997 Kadre Ka Ruben
- 1997 Batas ko'y bala No data
- 1997 Pusakal No data
- 1996 Bilang na ang araw mo No data
- 1996 Kung kaya mo, kaya ko rin Mac
- 1996 Utol Jaime
- 1995 The Lilian Vélez Story Narding Anzures
- 1995 Silakbo Andy
- 1995 Asero Victor
- 1995 Manalo, matalo, mahal kita Jack
- 1994 Talahib at Rosas Jacob
- 1993 Antipolo Massacre Winifredo Masagca
- 1993 Markadong Hudas Daniel Braganza
- 1993 Alyas Waway Leonardo delos Reyes/Waway
- 1993 Ikaw lang Alfred
- 1992 Hiram na Mukha No data
- 1991 Kapag nag-abot ang langit at lupa No data
- 1990 Machete: Istatwang buhay Machete
- 1990 Ako ang batas: General Karingal Lt. Reyes
- 1990 Sagot ng Puso Efren
- 1990 Kasalanan ang buhayin ka No data
- 1989 Bihagin ang dalagang ito No data
- 1989 Kokak No data
- 1989 Lihim ng Golden Buddha No data
- 1989 Ang bukas ay akin Predo
- 1988 Puso sa puso No data
- 1983 Broken Marriage No data
- 1982 Relasyon No data
- No data Eh kasi bata No data
- No data Annabelle Huggins Story No data
- No data Four the Boys TV Series
- No data Waway Waway
- No data Agos] No data with Gretchen Barreto
- No data Regal Shocker
- No data Pinoy Thriller
- No data The Maricel Soriano Drama Special

## Discografía y sencillos

### Álbumes de sus producciones
- Subok lang (Just try)
- Released: January 1, 2000 (Philippines) Star Records
- Chart positions:
- RIAA certification: Platinum
- P.I. Sales:

### Sencillos
- 2000: "Sana Dumating Ka Na" (I Hope You Come Soon)
- 2000: "Sa Pagpatak NG Ulan" (When the Rain Drops)
- 2000: "Kailan Ko Lang Sinabi" (When I Just Told You)
- 2000: "All My Life"
- 2000: "Ikaw Lang "(Only You)
- 2000: "Subok Lang" (Just Try)
- 2000: "Lumayo Ka Man Sa Akin" (Even If You Leave Me)
- 2000: "Magic of Love"
- 2000: "Kailan Ko Lang Sinabi" (When I Just Told You)
- 2000: "Ikaw Pa Rin" (Still You)